# Patty Brard
Pour les articles homonymes, voir Brard.
Petula Louise Brard dite Patty Brard (née le 25 mars 1955 à Sorong, Nouvelle-Guinée/Indonésie) est une personnalité néerlandaise des médias.

Entre la fin 1976 et l'été 1980, elle fait partie du girls band Luv' aux côtés de Marga Scheide et José Hoebee avec qui elle classe plusieurs singles (parmi lesquels You're the Greatest Lover, Trojan Horse, Casanova et Ooh, Yes I Do) dans les charts d'une quinzaine de pays. Elle quitte subitement le groupe en juillet 1980 et est rapidement remplacée par le mannequin photo Ria Thielsch. Elle effectuera plusieurs comeback avec Luv' dans les années 1990 et 2000.

Depuis 1982, elle présente des programmes sur la télévision commerciale néerlandaise. Elle a d'abord animé des émissions de caméra cachée dans les années 1980 telles que Bananasplit et Gaan met die Banaan ainsi que l'édition 1985 du Festival de Sanremo et en 2001 la troisième saison de Big Brother (la version néerlandaise de Loft Story). Inspirée du succès des Osbournes sur MTV, entre 2003 et 2006, elle est l'héroïne de plusieurs émissions de télé réalité présentant sa vie privée, la plus populaire étant Patty's Posse. Ses participations à la compétition de patinage artistique Sterren Dansen Op Het IJs (2007) et au concours de plongeon Sterren Springen Op Zaterdag (ayant inspiré Splash : Le Grand Plongeon en France) ont été très commentées aux Pays-Bas.

Depuis 2007, elle intervient comme chroniqueuse sur Shownieuws, émission d'information people sur SBS6. Patty Brard a également participé à d'autres programmes sur la même chaîne, dont les télé-crochets De Nieuwe Uri Geller et K2 zoekt K3, le jeu Wie Ben Ik?, Bonje Met De Buren (la version hollandaise d'On ne choisit pas ses voisins) ainsi que la version néerlandaise de Dancing On Ice. En 2009, 2013, 2015 et 2019, elle signe des contrats d'exclusivité avec SBS Broadcasting B.V. (repris par Talpa Network en 2011),.

## Luv'
En 1976, Patty est repérée par le producteur de musique Hans van Hemert afin de faire partie d'un girl group pop/disco nommé Luv', aux côtés des deux autres chanteuses, José Hoebee et Marga Scheide. À la fin des années 1970, Luv' devient le plus grand exportateur de disques des Pays-Bas. En 1980, elle quitte Luv' et fera deux retours avec le trio en 1993 et en 2006.

## La musique en solo et en duo
Patty Brard est le premier membre de Luv' à se lancer dans une carrière solo. Elle classe un single dans le Top 40 néerlandais (Hold On To Love) à la 19e place en 1981. Ce même titre atteint la 12ème place des classements de singles sud-africains et le Top 10 belge.
Tout au long des années 1980, elle enregistre ses albums avec des musiciens de studio réputés (dont Paulinho da Costa et Jai Winding) à Los Angeles. En 1981, elle publie son album ''All this Way avec Billy Preston qui joue les claviers.
Elle est également habituée à chanter en duo:
- Tender Love en 1986 avec Eddie Kendricks, ancien chanteur des Temptations (groupe mythique du label noir américain Motown dans les années 1960-1970).
- Avec le rappeur Def Rhymz en 2000.
- Huilen Is Voor Jou Te Laat en 2004 avec Jacques Herb, en réaction à sa rupture avec son troisième mari (René Muthert). Ce disque atteint la 64e position du Mega Top 100 hollandais.
- En 2005 avec Derick le titre That's Life qui est le générique de son programme télévisé Pat's Life.
- En 2006, accompagnée de l'humoriste Ome Henk, sa chanson Ik Wil Knallen devient l'un des hymnes des fêtes après-ski et du carnaval aux Pays-Bas. Ce single se retrouve à la 5e place du Mega Top 100 hollandais.
- "Carnavals Party Hitmix" avec Alex en 2012[3].
- "Bonje Met De Buren" (du nom d'une de ses émissions télévisées) avec Joey Hartkamp et Jochem van Gelder en 2015[4].
- "Wat Zijn Ze Lekker" avec Roy Donders en 2017[5].
- "We Zullen De Laatsten Zijn" avec Roy Donders en 2018[6].

Par ailleurs, elle particicipe avec d’autres célébrités hollandaises à une parodie de We Are the World, classé troisième des charts singles néerlandais (BN'ers voor BNN: Hij gaat voor C) en 1997. Six ans plus tard, elle forme son propre girl group Enuv', s'inspirant de Luv' mais le dissout rapidement.
NRGY Music commercialise le single de Schlager "Het leven is een feest" pour l'édition 2010 du carnaval aux Pays-Bas, qui culmine à la 8ème place du Single Top 100 hollandais. En 2011, Patty Brard sort deux autres simples: "Waarom zou drinken een zonde zijn" (Nr 21 dans le Single Top 100) et "Bunga, Bunga" (# 64 dans le Single Top 100).

## Discographie

### Singles
- Hold On To Love (Philips, 1981)
- Brazilian Love Song / Samba Man (Philips, 1981)
- You Stole A Little Piece Of My Heart (Ultraphone, 1983)
- Never My Love (Ultraphone, 1983)
- Woman In Love (Striped Horse, 1985)
- Mystery Theme (Striped Horse, 1985)
- Over My Head (Striped Horse, 1986)
- Red Light (Striped Horse, 1986)
- Tender Love (en duo avec Eddy Kendricks, Striped Horse, 1986)
- Ik Ga Extreem (Red Bullet, 1996)
- BNers Voor Bnn: Hij Gaat Voor C (Bunny Music Bucs, 1997)
- Huilen Is Voor Jou Te Laat (en duo avec Jacques Herb, Telstar/CNR Music, 2004)
- That's Life (en duo avec Derick, Princess Records, 2005)
- Ik Wil Knallen (en duo avec Ome Henk, Princess Records, 2006)
- Het leven is een feest (NRGY Music, 2010)
- Morgen Kan't Weer Anders Zijn (NRGY Music, 2011)
- Waarom zou drinken een zonde zijn (NRGY Music, 2011)
- Bunga Bunga (NRGY Music, 2011)
- Carnavals Party Hitmix (en duo avec Alex, Berk Music, 2012)
- Bonje Met De Buren (avec Joey Hartkamp et Jochem van Gelder, Goldstar Music, 2015)
- Wat Zijn Ze Lekker (en duo avec Roy Donders, Berk Music, 2017)
- We Zullen De Laatsten Zijn (en duo avec Roy Donders, Berk Music, 2018)

### Albums
- All This Way (Philips, 1981) - Avec Billy Preston
- You're In The Pocket (Ultraphone, 1983)
- Red Light (Striped Horse, 1986)
- Een vrolijk kerstfeest[9](Tip Top TTC , 1995)
- Gouden Kerst[10]( Megado, 1996)
- Patty's Party Vol. 1 (NRGY Music, 2011)

## Télévision
Dès 1982, Patty Brard enchaîne la présentation d'émissions télévisées en Hollande (Banana Split, Gaan Met Die Banaan, Brard Gaat Extreem, Onder de B Van Brard, Hart van de Stad, etc.).
En 1985, elle présente aux côtés de Pippo Baudo le Festival de Sanremo sur la Rai Uno en Italie.
Au premier semestre 2001, dans le show Absolutely Patty sur la chaîne Yorin, elle interviewe à son domicile des invités  du monde du spectacle. Quelques mois plus tard, elle anime la troisième saison de l'émission de télé-réalité Big Brother (qui a inspiré Loft Story en France sur M6).
Deux ans plus tard, elle teste un autre concept de la real TV avec Patty's Posse, en se faisant filmer dans son intimité avec ses proches.
À l'automne 2004, on la voit dans Patty's Fort où elle est filmée lors d'une cure de remise en forme à Ibiza avec d'autres célébrités (dont Marga Scheide et Chimène van Oosterhout (cette dernière rejoignant Luv' en 2019) .
À l'occasion de ses cinquante ans, Yorin diffuse l'émission Pat's Life au cours de laquelle Patty retrouve les personnes qui ont joué un rôle important dans sa vie (dont ses collègues de Luv', José et Marga).
La chaîne néerlandaise RTL 5 diffuse ensuite Lieve Patty (Chère Patty) où elle règle les problèmes relationnels et sentimentaux de téléspectateurs.
En avril et mai 2006, le public découvre en neuf épisodes le docu-soap (film documentaire-fiction) Back In Luv' dans lequel sont montrées les coulisses du comeback du groupe Luv'.
En janvier 2007, elle fait une prestation hilarante dans "Sterren dansen op het ijs" (l'adaptation hollandaise de Skating with Celebrities dans lequel des célébrités totalement novices en matière de patinage artistique sont mises en compétition) sur SBS6. Un mois plus tard, sur la même chaîne, elle anime Shownieuws (où elle informe les téléspectateurs des dernières nouvelles du monde du spectacle).
Elle intervient ensuite sur d'autres programmes diffusés sur SBS6:
- le télé-crochet paranormal "De Nieuwe Uri Geller" entre 2008 et 2010.
- le jeu "Wie Ben Ik?" en 2008 et 2009.
- le télé-crochet «K2 zoekt K3», avec Patty Brard dans le jury et dont le but est de trouver le nouveau membre du girls band K3[11].
- La deuxième saison de "Coming to Holland: Prins zoekt vrouw", diffusé entre novembre 2010 et janvier 2011, où de véritables princes tentent de séduire des roturières sans leur dévoiler leur titre de noblesse[12].

En avril 2011, Sanoma et Talpa Network rachètent SBS Nederland, l'entitée possédant les chaînes SBS6, Net 5, Veronica et SBS9. Un mois plus tard, le contrat de Patty Brard n'est pas été prolongé. Peu de temps après, RTL Nederland annonce que l'animatrice apparaîtra en septembre 2011 dans l'émission de télé-réalité «Diva's draaien door» aux côtés de Patricia Paay et Tatjana Simic.
Sa participation au concours de plongeons «Sterren Springen Op Zaterdag» (la version néerlandaise de Splash : Le Grand Plongeon) relance sa carrière télévisuelle. Janvier 2013 voit le retour de Patty sur "Shownieuws" en tant que chroniqueuse. À cette époque, elle travaille également comme animatrice freelance pour RTL 5 (sur les émissions de télé-réalité "Wie is de Reisleider?", "Echte Meisjes op de Prairie" et "Lust, Liefde Of Laten Lopen") et SBS6 (sur "Shownieuws " et en tant que membre du jury sur le concours de saut à ski " Vliegende Hollanders: Sterren van de Schans").
De fin août 2013 à fin août 2017, Patty Brard est à nouveau sous contrat avec SBS6.
En plus de "Shownieuws", elle prend part à d'autres émissions:
- Show Vandaag (2013-2014) - programme d'infotainment
- Bonje Met de Buren (2014–2016) - version hollandaise d'On ne choisit pas ses voisins co-animée avec Jochem van Gelder,
- Patty's Big Fat Ibiza Wedding (2014) - sur les préparatifs de son mariage avec l'architecte Antoine van de Vijver
- Mindmasters Live (2015) - le télé-crochet paranormal avec Uri Geller et Patty Brard en tant que membre du jury
- Thuis op Zondag (2016) - talk-show du dimanche
- Met de Deur in Huis (2016) - jeu télévisé animé par Kees Tol et Tineke Schouten avec Patty Brard dans le jury
- De Wereld Rond In 6 Stappen (surNet 5, chaîne sœur de SBS 6, 2016) - sur la théorie des six degrés de séparation avec Bridget Maasland
- Mud Masters VIP (2016) - parcours d'obstacles basé sur un entraînement militaire avec des célébrités
- SBS Sterren Surprise (2016) - un programme de Noël avec des personnalités qui réalisent les rêves de téléspectateurs
- Stem van Nederland (2017) - un programme politique sur les élections législatives aux Pays-Bas

Entre septembre 2017 et mars 2019, Patty travaille à nouveau en freelance pour plusieurs chaînes.
En mars 2019, elle signe un contrat de 4 ans avec Talpa TV.
Elle apparaît dans les programmes télévisés suivants:
- 6 inside (2019) - programme d'infotainment sur SBS6
- Zo Goed Als Nieuw (2019) - sur SBS6 où intervient une équipe de restaurateurs de meubles et d'objets ancien
- la version néerlandaise de Dancing On Ice (2019-2020) - compétition de patinage artistique avec des célébrités sur SBS6
- Ladies Night (2019) - talk-show de Net5 dans lequel elle n'intervient qu'une fois
- Patty en Gordon op zoek naar de eeuwige jeudg (2020) - émission de voyage avec Gordon Heuckeroth avec qui elle teste plusieurs méthodes thérapeutiques à travers le monde pour trouver la jeunesse éternelle

En raison de l'épidémie de Covid-19, le talk show quotidien qu'elle était censée co-animer avec Gordon est suspendu au printemps 2020.
Pendant l'automne-hiver 2021-2022, elle présente l'émission "De grote huisverbouwing" consacrée à la décoration intérieure.
- Liste des émissions télévisées animées par Patty Brard comme présentatrice principale:
- Gaan met die banaan (RTL Véronique, 1989–1990)
- Hart van de stad (RTL 4, 1994)
- Brard gaat extreem (RTL 5, 1994)
- Onder de B van Brard (RTL 5, 1995)
- Brard gaat extreem (Veronica, 1997–1998)
- Brard (Veronica, 1997–1998)
- Veronica devient gay (Veronica, 1998)
- Patty (Veronica, 1999)
- Patty gaat extreem (Veronica, 1999)
- Absolutely Patty (Veronica, 2000–2001)
- Big Brother 3: The Battle (Yorin, 2001)
- Patty's Posse (Yorin, 2003-2004)
- Patty's Fort (Yorin, 2004)
- Pat's Life (Yorin, 2005)
- Lieve Patty (RTL 5, 2005)
- Coming to Holland: Prins zoekt vrouw (SBS 6, 2010-2011)
- Echte Meisjes op de Prairie (RTL 5, 2013)
- Lust, Liefde Of Laten Lopen (RTL 5, 2013 - rediffusé en 2014)
- Patty's Big Fat Ibiza Wedding (SBS 6, 2014)
- Hotter Than My Daughter (RTL 5-2019)
- Expeditie Schoonmoeder (TLC, 2019)
- Zo Goed Als Nieuw (SBS6, 2019)
- De grote huisverbouwing (SBS6, actuellement en tournage, 2021)

- En tant que co-animatrice, candidate ou membre de jury:
- Bananasplit (TROS, 1983–1985) - avec Ralf Inbar
- Festival de Sanremo (Rai Uno, 1985) - avec Pippo Baudo
- Bingo (BRT, 1986-1987) - comme co-animatrice
- Back in Luv' (sur les coulisses du comeback de Luv' sur RTL 5 aux Pays-Bas et VTM en Belgique néerlandophone en 2006, rediffusion en 2009 sur VTM)
- Shownieuws (SBS6 - en tant que co-animatrice entre 2007 et 2011 avec Viktor Brand puis chroniqueuse entre 2013-2017 et 2019-présent
- De Nieuwe Uri Geller (SBS6, 2008–2010) - en tant qu'invitée régulière de la première saison, co-animatrice de la deuxième saison avec Tooske Ragas et de la troisième édition avec Beau van Erven Dorens. Elle a fait partie du jury de l'édition 2010.
- Wie Ben IK? (SBS 6, 2008–2009) - en tant que capitaine d'équipe avec Gerard Joling
- Ranking the Stars (BNN/NPO 3, comme candidate en 2008 et 2013-2018)
- K2 zoekt K3 (SBS6 and VTM, 2009) - membre du jury
- Diva's draaien door (RTL 4, 2011 - rediffusion en 2013) - émission de télé-réalité avec Patricia Paay et Tatjana Simic
- Sterren Springen Op Zaterdag (version hollandaise de Splash : Le Grand Plongeon ) (SBS 6, 2012) - comme candidate
- Wie is de Reisleider? (RTL 5, 2013)
- Vliegende Hollanders: Sterren van de Schans (SBS 6, 2013) - membre du jury
- Koffietijd (RTL 4, 2013) - en remplacement de Quinty Trustfull; co-animatrice avec Loretta Schrijver
- Show Vandaag (SBS6, 2013-2014) - comme chroniqueuse
- Bonje Met de Buren (SBS6, 2014-2017) - co-animatrice avec Jochem van Gelder
- Mindmasters Live (SBS6, 2015) - membre du jury
- Thuis op Zondag (SBS6, 2016) - co-animatrice avec Kim-Lian van der Meij
- Met de Deur in Huis  (SBS 6, 2016) - membre du jury
- Vier Handen Op Een Buik (BNN, 2016-2018, 2021) - comme célébrité apportant son soutien à des filles-mères
- De Wereld Rond in 6 Stappen (Net 5, 2016) - avec Bridget Maasland
- RTL Late Night met Twan Huys (où elle présente une chronique sur le monde du spectacle «De Week van Patty»), RTL 4, 2018-2019)
- Brard et Jekel: VetGelukkig? (NPO 3, 2018) - co-animatrice avec Diederik Jekel
- Het Perfecte Plaatje (RTL 4, concours de photographie qu'elle remporte en 2018)
- 6 Inside (SBS6, 2019) - comme chroniqueuse
- Dancing On Ice (SBS6, 2019) - co-animatrice avec Winston Gerschtanowitz
- Patty en Gordon op zoek naar de eeuwige jeudg (SBS6, 2020) - avec Gordon Heuckeroth
- 5 Uur Show (SBS6, 2020-2021) - comme invitée régulière

## Activités annexes

### Radio
Au milieu des années 1990, Patty Brard anime sur l'antenne de Veronica FM, Radio Romantica où les auditeurs lui confient leurs peines de cœur. En 2003-2004, elle est au micro d'une émission en fin de semaine sur la station Noordzee FM.

### Chronique et interviews dans la presse écrite
En 2005-2006, elle rédige une chronique hebdomadaire dans le magazine people néerlandais Weekend. Elle y raconte des moments étonnants de sa carrière et y exprime son point de vue sur le show business. À l'été 2007,
elle est correspondante pour une autre revue (Privé) dans laquelle elle décrit ses vacances à Ibiza avec ses amis du monde du spectacle. Entre 2008 et 2010, elle interviewe des célébrités féminines néerlandaises et internationales pour le mensuel Beau Monde. Elle est à nouveau chroniqueuse pour Weekend entre 2012 et 2019.

### Playboy
En 1988, Patty Brard pose nue pour un numéro de l'édition hollandaise du magazine de charme Playboy dont elle fait la couverture.

### Comédie et doublage
Cette personnalité du monde des médias aux Pays-Bas s'essaie brièvement également à la comédie. En 1987, elle tient un rôle secondaire dans le film Odyssée d'Amour du réalisateur Pim de la Parra. Par la suite, elle fait des apparitions dans d'autres films et séries télévisées: Pittige Tijden (une parodie de Goede tijden, schlechte tijden, l'équivalent batave de Plus belle la vie) en 1997, dans le film à succès Costa! et la série du même nom en 2001 ainsi que dans Spion van Oranje en 2008 et Sinterklaas en de Pepernoten Chaos (2013).

Patty Brard est aussi la voix néerlandaise de plusieurs personnages de dessins animés et de films d'animation en 3D: Dragons et Sammy's Adventures en 2010, Lilly the Witch: The Journey to Mandolan (la suite de Lili la petite sorcière, le Dragon et le Livre magique) en 2011, Hetjur Valhallar - Þór en 2012, Alvin et les Chipmunks : À fond la caisse en 2015 et Le Monde secret des Emojis en 2017.

### Œuvres écrites
Le journaliste Pieter Ploeg rédige sa biographie (De Naakte Waarheid: The Naked Truth) publiée par l'éditeur Strengholt en 2003.
Les auteurs néerlandais Michel van Egmond et Antoinnette Scheulderman écrivent une autre biographie intitulée "De Neven Levens van Patty Brard" qui sort le jour de son 65eme anniversaire le 25 mars 2020.
Le 6 novembre 2020 sort son premier livre pour enfants "Bibi & Lulu – Het is Feest!" (inspiré de ses deux chiens).

### Publicité
Patty tourne plusieurs publicités télévisées et apparaît dans d'autres campagnes publicitaires dans la presse et sur internet: 
- dans les années 1980, elle fait la promotion de romans d'amour de la collection Papillon/American Love (publicité dans la presse écrite)
- en 1984, elle représente la marque de spiritueux Coeghberg (publicité TV)
- en 2001, elle vante les mérites des produits de lave-vaiselle SUN (tablettes, poudre, liquide) (publicité TV)
- en 2003, elle présente les services de Debitel, opérateur de téléphonie mobile (presse écrite)
- en 2003 dans une publicité télévisée et sur internet pour le fournisseur d'accès Chello, elle joue le rôle d'une candidate de Idols (la version néerlandaise de Pop Idol et de la Nouvelle Star).
- en 2006, elle fait la promotion de Media Markt (chaîne de distribution allemande spécialisée dans l'électronique grand public).
- en 2012 pour De Meubelmarkt, entreprise de décoration et d'ameublement à bas coût[20].

### Entrepreneuriat
Au début des années 1990, elle possède un magasin de mode à La Haye qu'elle revend en 1994. En 2016, elle lance sa ligne de sous-vêtements correcteurs «Patty sexy correctie». En 2017, elle manifeste son intention d'ouvrir une boutique de cadeaux à Ibiza. Depuis février 2020, elle lance des lignes de produits ménagers dans les magasins Kruidvat aux Pays-Bas, dans le cadre de la campagne «From PB with love».

## Vie privée
Patty Brard s'est mariée quatre fois:
- 1979-1980: Son premier mari, Ron Brandsteder, est présentateur de télévision aux Pays-Bas.
- 1983–1988: Le second époux, Carlo Nasi, est un producteur et éditeur de musique italien et descendant de Giovanni Agnelli, fondateur de la société FIAT. Ensemble, ils ont une fille, Priscilla née en juillet 1983 à Los Angeles.
- 1999–2004: Le troisième mari, René Muthert, est un chanteur et musicien qui apparait dans l'émission de télé-réalité Patty's Posse (2003-2004).
- Depuis septembre 2014, elle est l'épouse de l'architecte Antoine van de Vijver.

Son cousin Stanley Brard est un ancien footballeur professionnel de Feyenoord.
En raison de l'échec commercial de «Hello / Brard» (un magazine féminin qu'elle avait lancé avec Eric Peute), Patty Brard fait faillite en décembre 1993. L'ensemble de ses biens est vendu lors d'une vente aux enchères en Mars 1994. L'animatrice de télévision mettra dix ans pour payer l'ensemble de ses dettes.